# Барбара Кристин
Crystin ([Crystˈin], полное имя — Барбара Кристин Мария Шульц (нем. Barbara Christin Maria Schulz; род. 27 мая 1978) — немецкая певица, известная как Crystin или Crystin Fawn. Автор и исполнитель красивых лирических песен. Поет на английском языке. Выпустила 7 альбомов. Также автор и исполнитель саундтреков к фильмам.
Родилась в г. Дюссельдорф.
Crystin стала петь и писать песни с 14-летнего возраста. Сначала играя на фортепиано, позже используя записывающую аппаратуру.
После окончания школы, она поступила в университет для изучения юриспруденции. Но её желание заниматься музыкой было сильней. После окончания проявила себя не только как певица, но и как продюсер.
В 2004/2005 она пишет и выпускает свой первый сольный альбом «PopLounge».
В 2007 году она записывает и выпускает второй сольный альбом «Astronaut». Сингл «You make my day» получает серьёзную ротацию практически всех крупных радиостанций в Германии.
Также, многие треки с двух первых сольных-альбомов переизданы в различных международных сборниках.
В 2007 Crystin и музыкант Marco Petracca организовывают электро-проект под названием «Hearhere». Их первый электро-проект был назван «Breathing».
С сентября 2008 года прекращает петь по причине трагической случайности. Тем не менее она работает над новыми песнями.
Наконец зимой 2010 г. Marco и Crystin продолжают работать вместе на проекте Hearhere.
В 2010—2011 г. Crystin выпускает два альбома «Everything» и «Pure»
В начале 2012 года Crystin и её брат-близнец Sebastian Müller, организовыают новую группу под названием «The Sea And The Sun» (Море и солнце) и в июне 2012 года выпускают первый альбом «The Sea And The Sun».
На многие песни сделаны ремиксы, а также включены в состав музыкальных сборников разных стран.

## Дискография
Альбомы
- Poplounge (2005)
- Astronaut (2007)
- Breathing (2008)
- Everything (2010)
- Killer (2011)
- Pure (2011)
- The Sea And The Sun (2012)

Синглы
- Under My Skin (2007)
- You Make My Day (2007)
- Changes (2010)
- Strange (2010)

Саундтреки к фильмам
- «Hanami» (нем.реж. Doris Dorrie)
- «Robert Zimmermann wundert sich uber die Liebe» (реж. Leander Haumann)
- «Behind the Curtain» (реж. Simone Wiest) под именем Goldin.
- «Robert Zimmermann r die Liebe» (реж. Leander Haumann)
- «Behind The Curtain» (реж. Simone Wiest)
- «To Be With You» (международный проект «The Virtual Diamond Of A Virgo»).